# Václav Fischer
Václav Fischer (sinh ngày 22 tháng 6 năm 1954) là một doanh nhân và chính khách người Séc gốc Đức. Ông là người sáng lập của các công ty CK Fischer và Fischer Air.
Ông theo học trường Đại học Kinh tế ở Prague. Sau khi tốt nghiệp ngành Nghiên cứu thương mại nội bộ, Fischer chuyển đến Thụy Sĩ một thời gian ngắn, sau đó ông sống ở Berlin (lúc đó là Tây Đức) và Hamburg, nơi ông làm việc cho một số công ty du lịch và một công ty vận chuyển. Năm 1980 Fischer thành lập tại Đức, công ty du lịch của riêng ông có tên là Fischer Reisen. Do thành công của mình, sau khi Cách mạng Nhung chấm dứt chế độ độc tài cộng sản Tiệp Khắc, Fischer quyết định trở về Tiệp Khắc để thành lập các công ty con của các công ty của mình ở trong nước, cũng như mở rộng sang các nước Trung Âu khác, như Hungary, Slovakia và  Ba Lan.
Năm 1995, ông đã mua một số đường hàng không của hãng hàng không Condor Flugdienst để thành lập công ty riêng của mình, Fischer Air.
Fischer đã giành được một ghế trong Thượng viện Cộng hòa Séc trong bầu cử sơ bộ năm 1999 cho Prague 1 với 71,24% số phiếu.  Fischer là nghị sĩ đồng tính công khai đầu tiên của Séc.